# Saint-Gilles-des-Marais
Saint-Gilles-des-Marais ist eine französische Gemeinde mit 106 Einwohnern (Stand: 1. Januar 2022) im Département Orne in der Region Normandie. Sie gehört zum Arrondissement Argentan und ist Teil des Kantons Domfront en Poiraie. Die Einwohner werden Saint-Gillois genannt.

## Geographie
Saint-Gilles-des-Marais liegt etwa 52 Kilometer westnordwestlich von Alençon. Die Gemeinde gehört zum Regionalen Naturpark Normandie-Maine. Umgeben wird Saint-Gilles-des-Marais von den Nachbargemeinden Domfront-en-Poiraie im Norden, Westen und Osten sowie Saint-Mars-d’Égrenne im Westen.

## Bevölkerungsentwicklung
| Jahr                      | 1962 | 1968 | 1975 | 1982 | 1990 | 1999 | 2006 | 2013 |
| Einwohner                 | 181  | 168  | 151  | 125  | 101  | 88   | 93   | 107  |
| Quelle: Cassini und INSEE |      |      |      |      |      |      |      |      |

## Sehenswürdigkeiten
- Kirche Saint-Gilles aus dem 19. Jahrhundert